# DFS Weihe
El DFS Weihe (en español: aguilucho) es un planeador monoplaza alemán, de ala alta, 18 m de envergadura y altas prestaciones, que fue diseñado por Hans Jacobs en 1937-38.

## Diseño y desarrollo
Jacobs diseñó el Weihe para que fuera el planeador de prestaciones preeminente de su época y, de hecho, consiguió muchos campeonatos y estableció muchas plusmarcas, hasta que sus prestaciones fueron superadas a finales de los años 50. Incluso hoy en día está considerado uno de los "diseños clásicos de velero".
El Weihe es de construcción en madera con recubrimiento de tela en los bordes de fuga alares y en las superficies de control. El larguero está construido de pino silvestre, con un borde de ataque de caja en forma de D, fuselaje y porciones fijas de las superficies de cola de abedul. El perfil alar es de sección Gö 549-M.2 modificada. Las primeras versiones despegaban desde un carrito y aterrizaban sobre un patín fijo, mientras que las últimas disponían de un tren de aterrizaje de rueda fija y patín. Equipado originalmente con aerofrenos de estilo DFS, algunos fueron más tarde modificados con los de estilo Schempp-Hirth en su lugar. El avión incorpora un sistema único de arriostrado que ha sido ampliamente copiado en planeadores posteriores.
Inicialmente, el avión fue producido por Deutsche Forschungsanstalt für Segelflug (Instituto alemán de investigación del vuelo a vela, DFS) y más tarde por Jacobs-Schweyer. Tras la Segunda Guerra Mundial, fue producido por Focke-Wulf, así como en Francia, España, Suecia y Yugoslavia. La producción del Weihe totalizó más de 400 ejemplares.

## Historia operacional
El Weihe ganó los Campeonatos Mundiales de Vuelo a Vela de 1948 y 1950. Fue usado para establecer muchas plusmarcas mundiales y nacionales, incluyendo el récord mundial de altitud ganada en 1959 con 9665 m (31 709 pies).
Dick Johnson ganó el Campeonato Nacional de Vuelo a vela estadounidense de 1959 volando un ejemplar.

## Variantes
DFS Weihe
Versión original de producción.
Jacobs-Schweyer Weihe
Segunda versión de producción, antes de la Segunda Guerra Mundial. Tenía una cabina mayor y morro más largo.
Focke-Wulf Weihe 50
Versión de producción de posguerra, con cubierta abultada y rueda fija.
VMA-200 Milan
Producción francesa de posguerra del Weihe, por Minie, de Saint-Cyr.

## Operadores
España
- Ejército del Aire

 Suecia
- Fuerza Aérea Sueca

## Supervivientes
- Lasham Airfield, Gliding Heritage Centre.[3]
- Museo del Aire, Madrid, España.[4]
- US Southwest Soaring Museum.[5]

## Especificaciones (Weihe 50)
Referencia datos: Sailplane Directory and Soaring Magazine

### Características generales
- Tripulación: Uno (piloto)
- Longitud: 8,1 m (26,7 ft)
- Envergadura: 18 m (59,1 ft)
- Superficie alar: 18,3 m² (197,4 ft²)
- Perfil alar: raíz: Gö 549 modificado, mitad: Gö 549, punta: M.12
- Peso vacío: 215 kg (473,9 lb)
- Peso máximo al despegue: 335 kg (738,3 lb)
- Alargamiento: 17,7

### Rendimiento
- Velocidad nunca excedida (Vne): 170 km/h (106 MPH; 92 kt)
- Velocidad de entrada en pérdida (Vs): 55 km/h (34 MPH; 30 kt)
- Carga alar: 18,3 kg/m² (3,7 lb/ft²)
- Velocidad máx. remolcado: 110 km/h
- Velocidad de lanzamiento por catapulta: 90 km/h
- Régimen máx. de planeo: 29:1 a 70 km/h
- Régimen de descenso: 0,58 m/s (114 pies/min) a 60 km/h

## Aeronaves relacionadas

### Secuencias de designación
- Secuencia G/Lg/Se _ (Planeadores de la Fuerza Aérea sueca): G 101 - Se 102 - Se 103 - Se 104 - Lg 105
- Secuencia V._ (Veleros del Ejército del Aire español, 1945-1954): V.1 - V.2 - V.3